# Hekinan
Hekinan è una città giapponese della prefettura di Aichi.